# Helena Bartczak
Helena Bartczak (ur. 1911, zm. 27 grudnia 1985) – polska „Sprawiedliwa wśród Narodów Świata”. 

## Życiorys
W trakcie II wojny światowej mieszkała wraz z mężem Marianem w Warszawie, gdzie osiedliła się po wysiedleniu z rodzinnej Gdyni. Wraz z mężem pomagała uzyskać fałszywe dokumenty żydowskiemu mecenasowi, Markowi Kleinerowi (Grabowski), którego wspierała również finansowo. Bartczakowie wynajmowali mu także mieszkanie. Pomagała także Żydówce Irenie Dienstag (Jabłońskiej), którą jej mąż Marian poznał pod koniec 1941 r., gdy we Lwowie poszukiwał rodziny Kleinera. Bartczak przywiózł ją do Warszawy wiosną 1942 roku i zatrudnił jako wychowawczynię dla własnych dzieci. Mieszkała u Bartczaków aż do wybuchu powstania warszawskiego. Helena wraz z mężem pomagała także innym Żydom – jubilerowi lwowskiemu Rozumowi i dwunastoletniej Lusi ze Lwowa.
Helena Bartczak jest pochowana w Warszawie, na Cmentarzu Marysińskim, Sektor 13A, Rząd 2, Numer 27.
14 kwietnia 1985 r. Instytut Jad Waszem uhonorował Helenę Bartczak medalem „Sprawiedliwy wśród Narodów Świata”.